# Gojko Pijetlović
Gojko Pijetlović (szerb cirill átírással: Гојко Пијетловић) (Újvidék, 1983. augusztus 7. –) olimpiai bajnok (2016, 2020), olimpiai bronzérmes (2012), világ- (2009, 2015), és Európa-bajnok szerb vízilabdázó, kapus. Öccse, Duško Pijetlović szintén sikeres vízilabdázó.